# ASU
Zkratkou ASU se označuje nezmýdelnitelný podíl olejů ze semen avokáda (hruškovec přelahodný, Persea americana, čel. Lauraceae) a sóji luštinaté (Glycine max, čel. Fabaceae) v poměru 1:2. Zkratka ASU je z anglického Avocado and Soybean Unsaponifiables (český ekvivalent dosud není ustálen). Získává se lisováním oleje z plodů uvedených rostlin. Po hydrolýze (zmýdelnění) a odstranění zmýdelnitelného podílu (triacylglyceroly) zůstává směs látek složená hlavně ze sterolů, skvalenu, terpenů a vitaminů rozpustných v tucích. Mechanismus účinku není znám.

## Použití
Podle dosud provedených studií ASU zlepšuje bolestivost a pohyblivost kloubů, při koxartróze (osteoartróza kyčelních kloubů) se jeví účinnější než při gonartróze (osteoartróza kolenních kloubů). Předběžný výzkum naznačuje, že tato kombinace inhibuje degradaci chrupavky a normalizuje funkci chondrocytů.
Používaná dávka je 300 mg denně.
ASU je dobře tolerován, opatrnosti je třeba při alergii na avokádo nebo sóju, nicméně tato alergie je na proteiny, které by výtažek neměl obsahovat.
Látka je uvedena v doporučeních EULAR a zahrnuta mezi SYSADOA.